# 索卡达TBM
索卡达TBM是达荷-索卡达飞机制造公司制造的系列单引擎小型公务机，配有一台高性能涡桨发动机。分为TBM 700, TBM 850, TBM 900, TBM 910, TBM 930等不同型号。最初由穆尼国际公司和索卡达飞机制造公司共同研制。
索卡达TBM由穆尼301原型机衍生而来，穆尼国际被收购后，双方合作计划研发一款更大的涡桨动力飞机，也就是后来的TBM 700型飞机。1990年投入运营后，成为第一款量产的高性能单涡桨动力的公务/货运飞机。
由于TBM 700的巨大成功，后续又有不少衍生机型，在发动机和气动上做了一些改进。其中TBM 700N搭载一台普惠公司的PT6A-66D引擎，其量产型号被命名为TBM 850。2014年3月，700N再次被改进气动结构，并命名为TBM 900型。